# Villa Necchi Campiglio
Villa Necchi Campiglio è una dimora storica (casa museo) che fa parte del circuito delle "Case museo di Milano". Situata in via Mozart al civico 14, fu costruita tra il 1932 e il 1935 come casa unifamiliare indipendente su progetto da Piero Portaluppi, uno dei più grandi architetti italiani di quel periodo, ed è circondata da un ampio giardino con campo da tennis e piscina, la seconda piscina (dal punto di vista cronologico) di Milano dopo quella municipale, e la prima ad essere realizzata su un terreno privato.
Fra le personalità che vi sono state ospitate figura Enrico d'Assia, scenografo per il Teatro alla Scala, veniva alloggiato durante i suoi soggiorni nel capoluogo lombardo in una stanza denominata in suo onore Camera del principe. Esisteva anche la Camera della principessa, riservata alla principessa Maria Gabriella di Savoia, grande amica delle sorelle Necchi.

## Storia
La zona in cui si trova la villa, pur essendo adiacente al centro della città, alla fine dell'Ottocento era ancora in gran parte occupata da giardini e orti privati. La sua edificazione ebbe inizio nel 1890-92 con la costruzione dell'Istituto dei Ciechi, e proseguì in seguito dopo l'apertura delle nuove vie Mozart, Serbelloni e Barozzi, in seguito a una convenzione stipulata nel 1907 tra il Comune di Milano e la contessa Antonietta Sola-Busca, proprietaria del palazzo e giardino Serbelloni. Le aree intorno alla Via Mozart (che tagliava il giardino Serbelloni), interamente verdi, furono edificate a partire dal 1926 in base a un piano di lottizzazione elaborato dall'architetto Aldo Andreani.

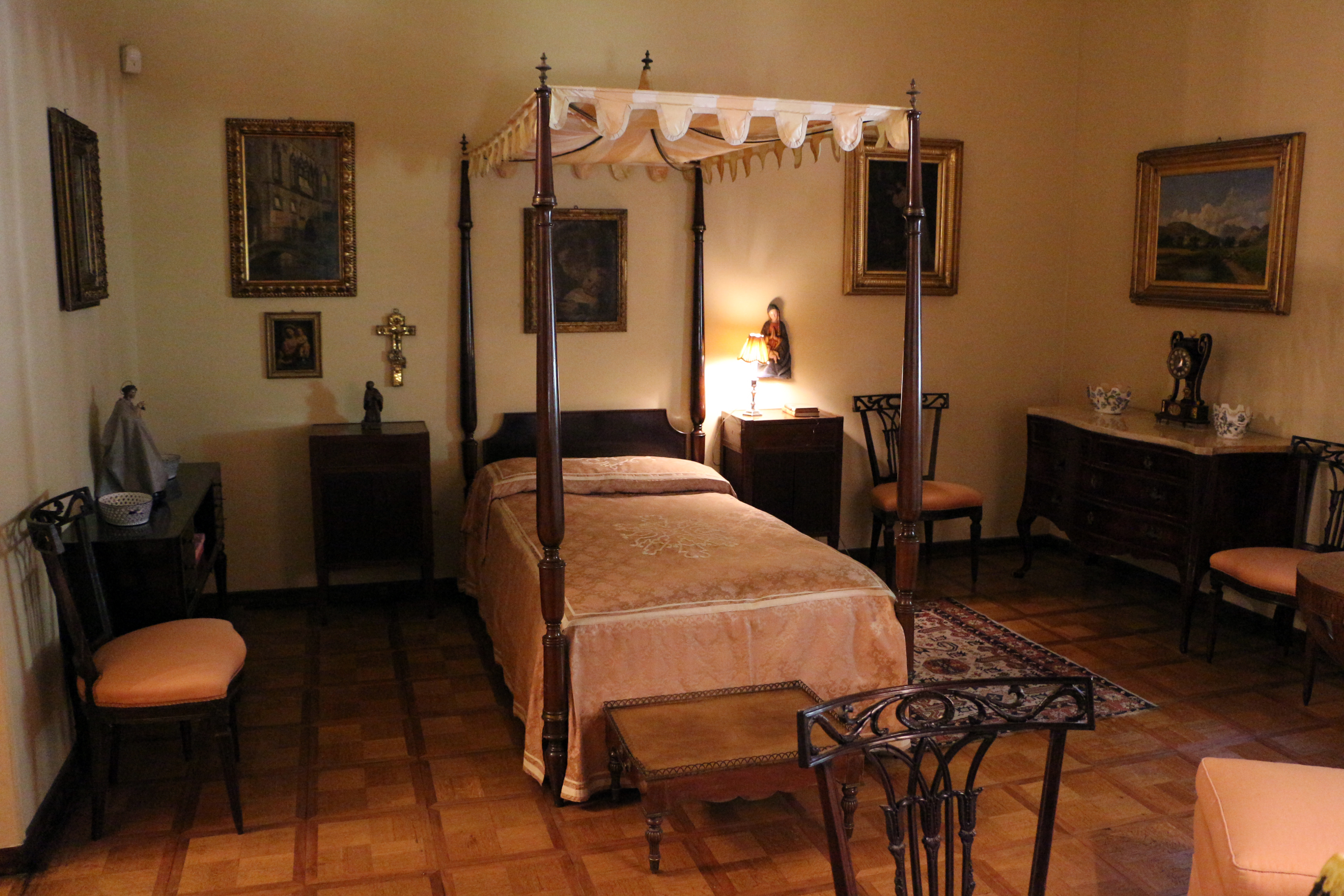
La camera da letto di Nedda Necchi

L'area, centrale ma tranquilla e alberata, apparve assai attraente ad Angelo Campiglio e alle sorelle Necchi, che, originari di Pavia, desideravano un'abitazione a Milano. Acquistato il terreno intorno al 1930, la progettazione della nuova casa fu affidata all'architetto Piero Portaluppi, e la costruzione avvenne tra il 1932 e il 1935 ad opera dell'Impresa Gadola. La casa fu concepita come residenza elegante ma confortevole, e moderna sia nello stile sia negli impianti e attrezzature (come testimoniano la presenza di ascensore e montavivande, citofoni e telefoni, piscina riscaldata).
A partire dal 1938, e per circa un ventennio, i Necchi Campiglio si avvalgono dell'architetto Tomaso Buzzi, a cui vengono commissionati la sistemazione dell'esterno e poi il rifacimento dell'arredo di alcuni locali, in uno stile ispirato all'arte settecentesca, più morbido ed elaborato rispetto all'essenzialità degli ambienti originari di Portaluppi.
Durante la seconda guerra mondiale la famiglia sfollò nella villa di Barasso nel Varesotto, e la casa di Milano fu requisita e divenne la residenza-comando di Alessandro Pavolini. Dopo la caduta della repubblica di Salò fu occupata dagli inglesi e poi fu residenza del console dei Paesi Bassi; la famiglia ne riebbe il possesso dopo qualche anno.
Angelo Campiglio morì nel 1984; le sorelle Nedda e Gigina morirono nel 1993 e nel 2001. Non avendo figli, le sorelle si preoccuparono di trovare una destinazione adeguata alla casa, e la lasciarono in eredità al FAI. La villa è stata sottoposta a restauro sotto la direzione dell'architetto Piero Castellini. Le opere hanno richiesto oltre tre anni di lavoro e una spesa di circa sei milioni di Euro. Al termine dei lavori, la villa è stata aperta al pubblico nel maggio 2008.
Nel 2009 nella villa è stato girato il film di Luca Guadagnino Io sono l'amore. Nel film, che racconta una vicenda fittizia, ad abitare la dimora è la ricca famiglia milanese dei Recchi, il cui nome è evidentemente stato ispirato da quello dei proprietari originari della villa.

### I Necchi Campiglio
I proprietari erano esponenti dell'alta borghesia industriale lombarda colta, ed il loro tenore di vita è testimoniato dall'edificio, progettato e costruito senza limiti di budget, dallo stile architettonico nascente (il razionalismo italiano), dalle ampie e luminose sale di cui la dimora si compone, dagli arredamenti, dalle arti decorative e dalla evoluta ed ardita competenza artigianale dei manufatti.
I Necchi Campiglio - segnatamente le sorelle Gigina (1901-2001) e Nedda Necchi (1900-1993) e Angelo Campiglio (1891-1984), marito di Gigina - furono attivi nell'imprenditoria fra gli anni venti e la fine degli anni sessanta, in particolare nel segmento della produzione di ghise smaltate e macchine da cucire (il celebre marchio Necchi).

## Descrizione

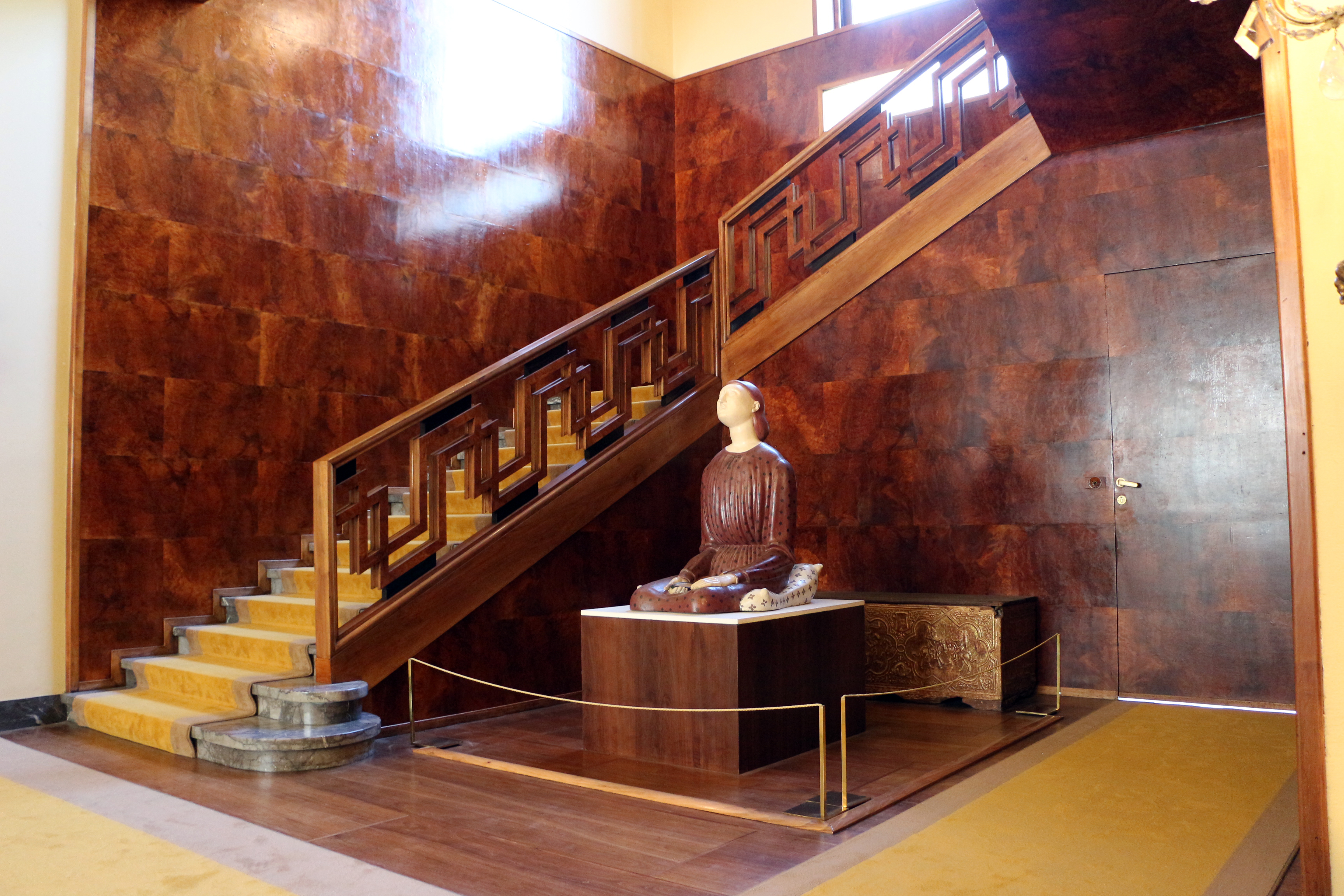
Vano scale

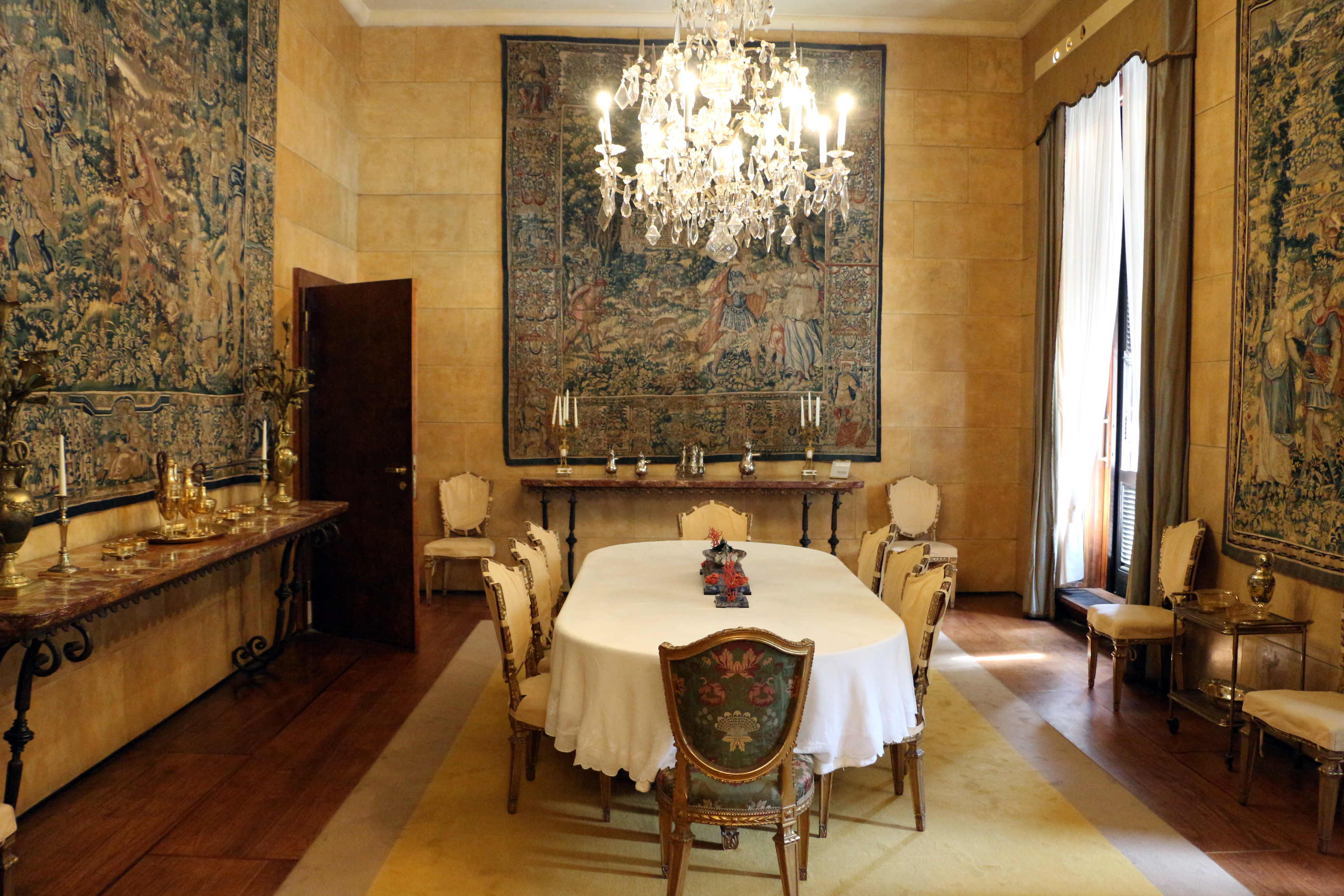
Sala da pranzo

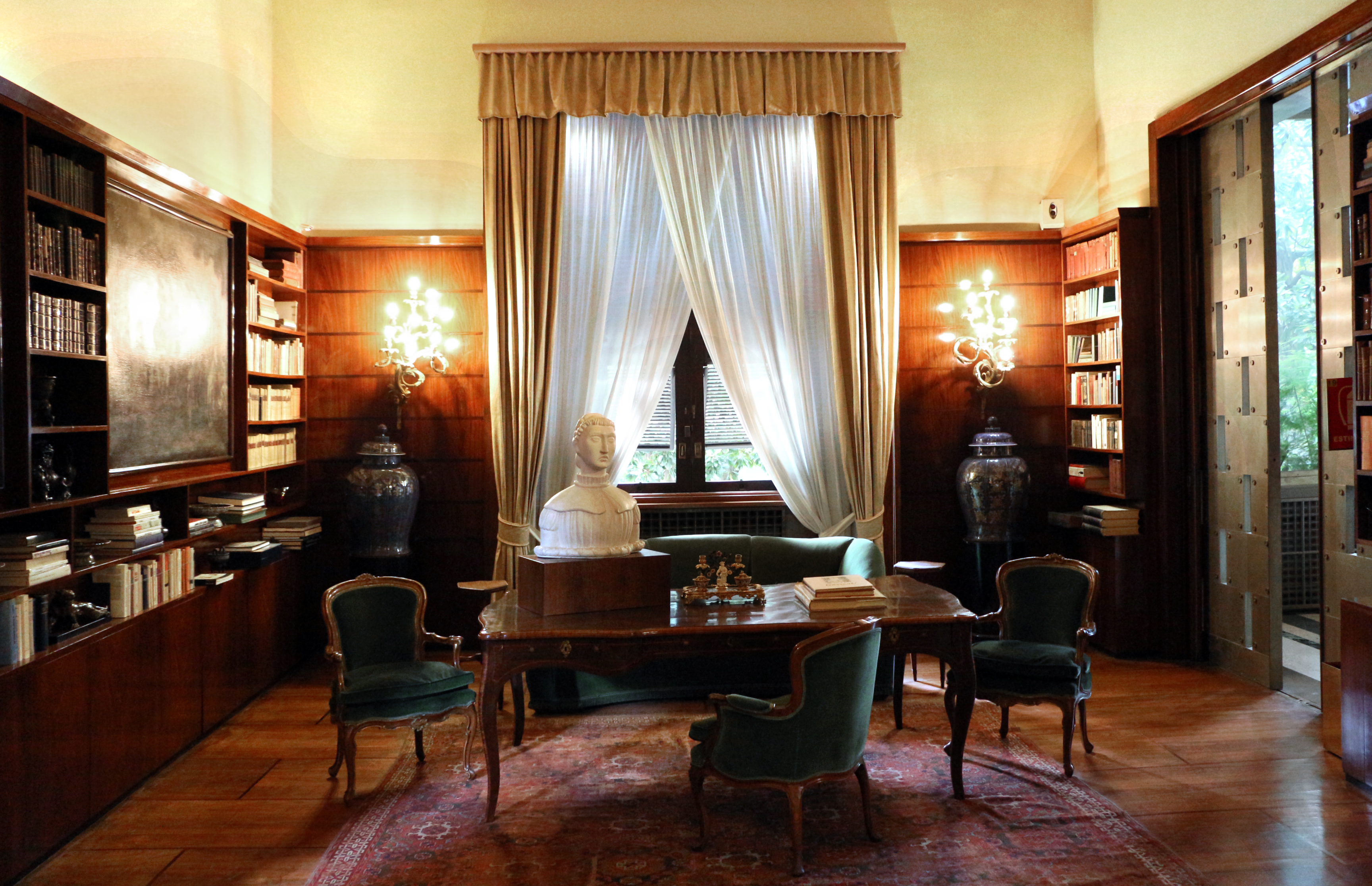
Biblioteca

All'interno del circuito delle Case Museo di Milano, villa Necchi Campiglio si distingue dalle altre dimore trattandosi di una casa unifamiliare indipendente e non di un palazzo come quelli che ospitano il Museo Poldi Pezzoli e il Museo Bagatti Valsecchi e neppure di un appartamento come quello dei Boschi Di Stefano, il cui allestimento è peraltro dovuto allo stesso progettista Portaluppi.
La villa è arretrata rispetto alla strada, per garantire la tranquillità e la riservatezza degli abitanti e degli ospiti. Sulla strada si affaccia invece un piccolo edificio separato adibito a portineria e rimessa, collegato alla villa da un passaggio sotterraneo.
Il disegno rigoroso di linee e superfici che caratterizza anche l'ambiente esterno alla villa è tributario rispetto all'allora nascente razionalismo, mentre gli interni sono caratterizzati da elementi di art déco.
Il piano rialzato è destinato a locali di ricevimento e rappresentanza; il primo piano alle camere; il sottotetto agli alloggi per la servitù; il seminterrato a locali di servizio e per lo svago dei padroni di casa.

### Piano seminterrato
Nel seminterrato si trovavano la cucina (non originale: l'impianto è stato ricostruito), la dispensa, la sala da pranzo per la servitù con arredi originali, altri locali di servizio fra cui gli spogliatoi e le docce per il campo da tennis e una sala da biliardo. Una delle sale del seminterrato ospita una ricostruzione del primo tavolo della Sala da pranzo al piano rialzato e viene oggi adibita a eventi e conferenze. In un'altra sala del seminterrato è ospitata una mostra fotografica permanente sulla storia della Villa, dei padroni di casa, dei progettisti e del quartiere.

### Piano rialzato
L'ingresso principale immette in un grande atrio pavimentato in noce e palissandro. A sinistra, si accede alla biblioteca, dal caratteristico soffitto con decorazioni a stucco a forma di losanga, dotata di ampi scaffali in palissandro e tavoli da gioco. Oltre la biblioteca si trovano la veranda-giardino d'inverno, con due pareti interamente finestrate e pavimento in travertino e marmo verde, e il salone, riarredato da Tomaso Buzzi (probabilmente negli anni cinquanta del Novecento) in uno stile ricco ed elaborato d'ispirazione settecentesca. Dall'atrio a destra si accede al fumoir, salottino anch'esso riarredato da Buzzi, in cui spicca un grande camino di gusto rinascimentale, e da lì alla sala da pranzo, con pareti rivestite in pergamena e soffitto a stucco con motivi naturalistici e astrologici. Anche in questo locale l'arredamento originario di Portaluppi è stato sostituito da quello di gusto settecentesco progettato da Buzzi, e alle pareti sono stati appesi arazzi di Bruxelles del XVI-XVII secolo. Adiacenti alla sala da pranzo si trovano due locali di servizio, collegati da montavivande alla cucina seminterrata, la scala di servizio, e un locale detto "fuciliera" perché vi sono esposti i fucili da caccia dei proprietari, ma in origine destinato a spogliatoio per gli ospiti. Ancora dall'atrio si accede all'ufficio di Angelo Campiglio, con pavimento e pareti rivestiti in legno e una caratteristica scrivania ovale prodotta dall'ebanista toscano Giovanni Socci.

### Primo piano
Dall'atrio la scala con balaustra a doppia greca conduce al primo piano, la cui parte centrale è occupata da un ampio disimpegno. A destra si trovano i due appartamenti padronali, disposti simmetricamente ai lati di un corridoio con pareti-armadio e volta a botte decorata con un motivo a rete. Ciascuno dei due appartamenti (a sinistra quello di Gigina e Angelo Campiglio, a destra quello di Nedda) comprende un ampio spogliatoio, una stanza da bagno con rivestimento in marmo, e una camera da letto.
Dal disimpegno centrale si accede alle due camere per gli ospiti, entrambe dotate di bagno privato: la più piccola è detta camera del Principe perché vi alloggiava Enrico d'Assia quando era ospite dei Necchi-Campiglio. L'altra (nell'angolo sud-ovest dell'edificio) è detta camera della Principessa perché era utilizzata da Maria Gabriella di Savoia, amica delle sorelle Necchi; oggi vi si trova esposta la collezione de' Micheli. Adiacenti alla camera della Principessa sono due locali destinati a guardaroba e stireria, e la stanza della guardarobiera (che, conformemente agli usi dell'epoca, era l'unica persona della servitù ad alloggiare al piano riservato ai padroni). Essa doveva anche essere a disposizione 24 ore su 24.

### Secondo piano e sottotetto
Nel sottotetto si trovavano tre camere per la servitù, un bagno e un salottino. Oggi questi locali sono usati per esposizioni e conferenze.

## Collezioni

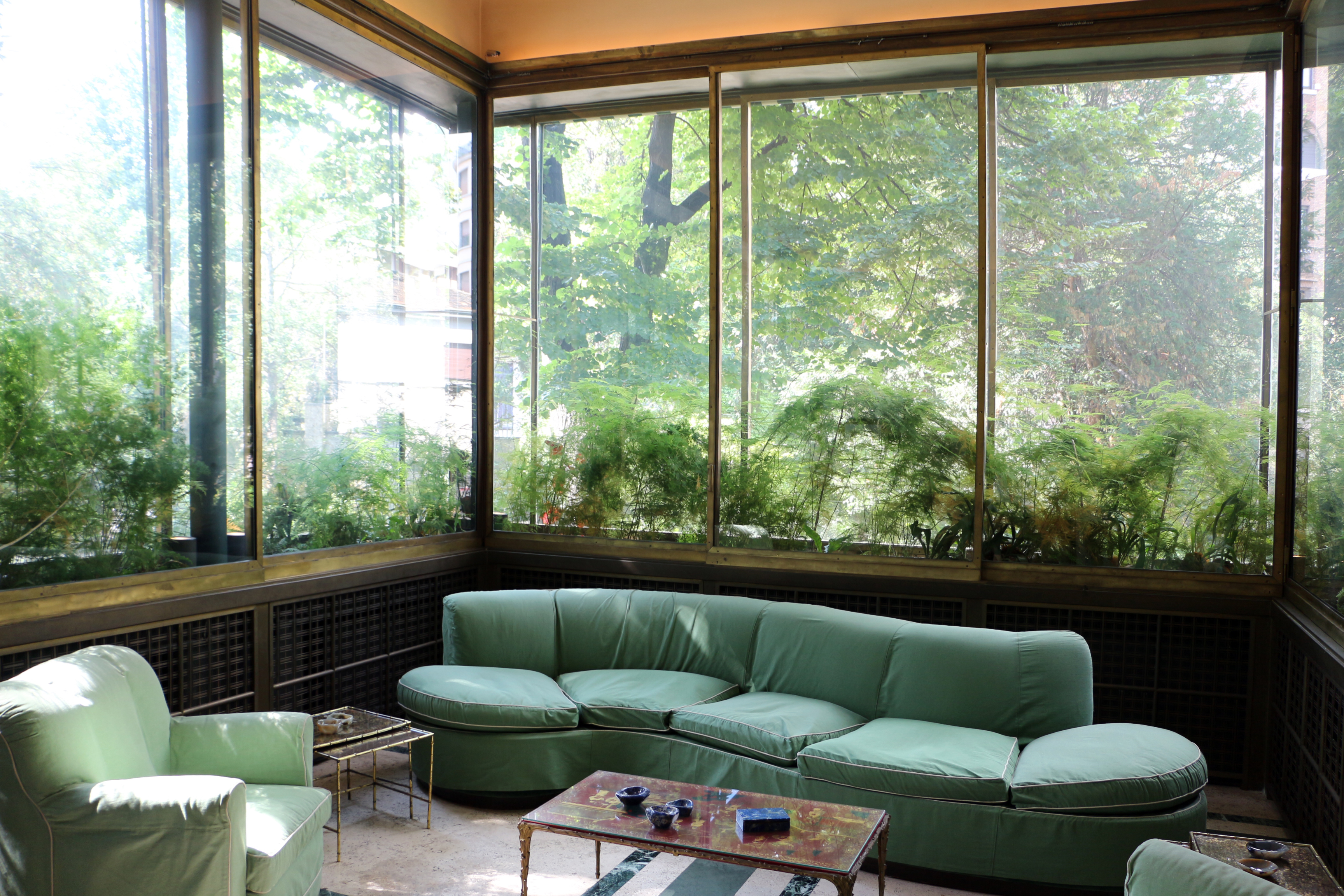
Il Giardino d'inverno

La villa è stata donata al Fondo Ambiente Italiano dalle sorelle Necchi, prive di eredi, e dal 2008 è aperta al pubblico. Magnifica opera d'arte in sé, è arricchita da numerosi dipinti, sculture, arredi e altri oggetti di pregio, in parte acquistati dai Necchi Campiglio quando vi abitavano, e in parte donati successivamente al FAI, che li ha collocati nella casa. Tra le donazioni al FAI spiccano la raccolta del primo Novecento di Claudia Gian Ferrari e la raccolta di dipinti e arti decorative del XVIII secolo di Alighiero ed Emilietta De Micheli.
Dispersa è andata invece la raccolta di pezzi di arte novecentesca curata personalmente da Nedda Necchi che conteneva, fra l'altro, opere di Jean Arp, Gianni Dova, Lucio Fontana, Roberto Crippa, Mario Sironi, René Magritte: fu venduta da Nedda in tarda età per finanziare la ricerca dell'Istituto dell'amico Umberto Veronesi, ma conservò per la sua importanza, ancora presente nella sua camera da letto della Villa Museo, la sola opera del pittore Giuseppe Amisani dal titolo "Il Cardinale Richelieu" olio su tela ca. 1890-1910 catalogata dal Beni Culturali della Lombardia.

### Collezione Claudia Gian Ferrari
Assegnata in deposito permanente al FAI dalla gallerista e storica dell'arte Claudia Gian Ferrari, comprende quarantaquattro dipinti, disegni e sculture di artisti italiani del primo Novecento, tra cui Giacomo Balla, Umberto Boccioni, Carlo Carrà (Natura morta con libri), Giorgio de Chirico (Oreste ed Elettra, Ritratto di Alfredo Casella), Filippo de Pisis (Natura morta con la lepre), Arturo Martini (L'amante morta, Busto di fanciulla), Giorgio Morandi (Natura morta, due esemplari), Mario Sironi (La famiglia del pastore), Adolfo Wildt (Il puro folle). Tutte le opere sono collocate nelle stanze del piano rialzato.

### Collezione Alighiero ed Emilietta de' Micheli

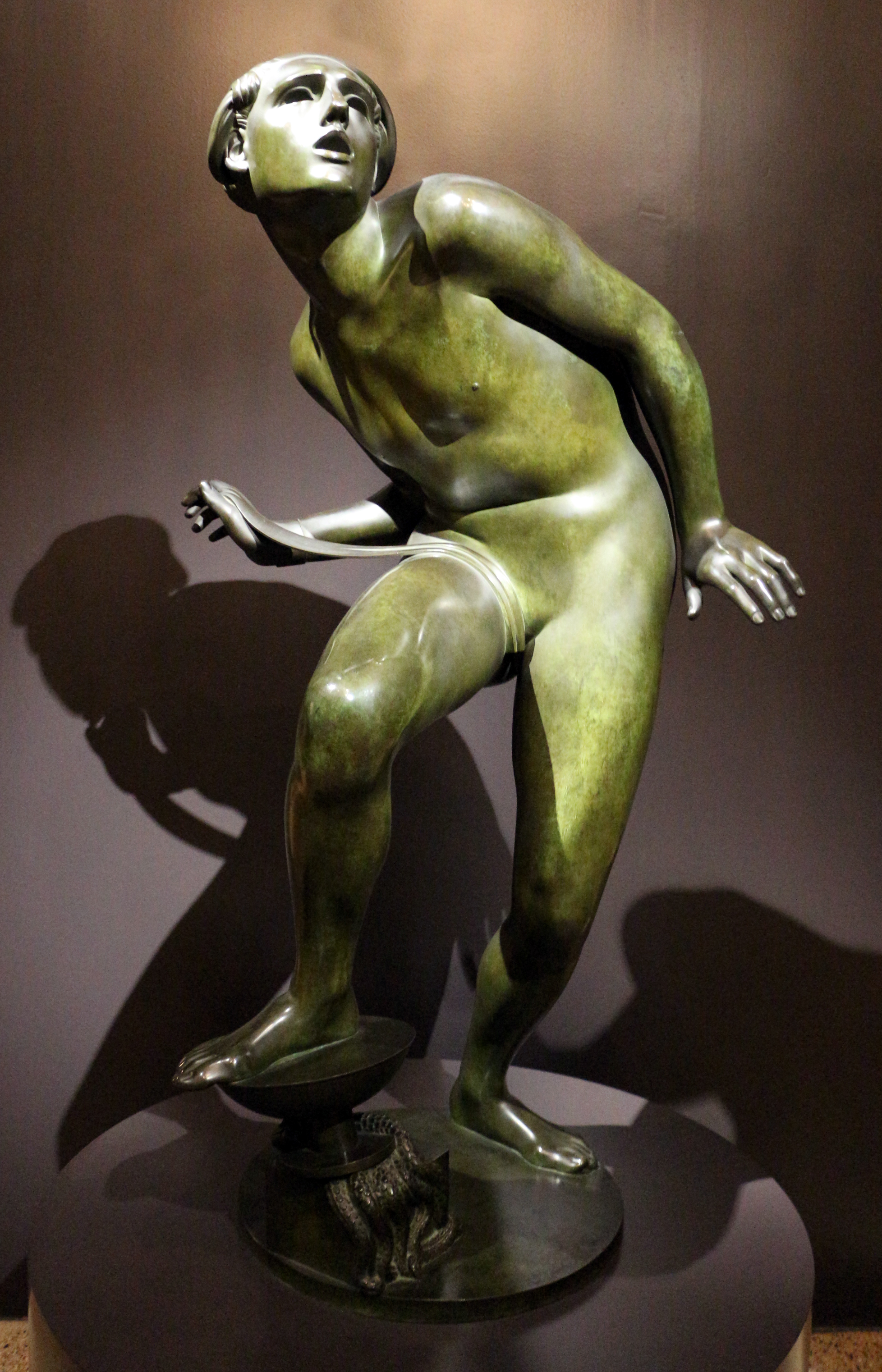
Il Puro folle (Parsifal) di Adolfo Wildt (1930)

Alighiero de' Micheli (1904-1995), industriale tessile, fu Presidente dell'Assolombarda, Presidente di Confindustria (1955-1961) e Cavaliere del Lavoro, nonché amministratore di numerose società industriali e bancarie (il Lanificio di Somma lombardo, il Cotonificio di Spoleto, la Banca di Credito Artigiano e il Banco di Sicilia), membro dell'Istituto di politica internazionale e dell'Università Bocconi e appassionato collezionista. Lasciò al FAI per legato testamentario la sua collezione, che comprende oltre 130 capolavori del XVIII secolo, tra cui dipinti (Canaletto, Tiepolo e Rosalba Carriera), mobili francesi, ceramiche lombarde, porcellane cinesi e rare miniature di Jean-Baptiste Isabey. La collezione, in un allestimento curato dall'architetto Filippo Perego che rispecchia il gusto della collocazione originaria, è custodita in una sala di Casa Necchi Campiglio.